# Сувурой (футбольний клуб)
Футбольний клуб «Сувурой» (фар. FC Suðuroy) — фарерський футбольний клуб, який був заснований у січні 2010 року об'єднанням колишніх клубів ВБ (заснованому у 1905 році) і «Сумба» (заснований у 1949 році), які об'єдналися у 2005 році в клуб «ВБ/Сумба». Усі команди грають свої домашні ігри на стадіоні «а Ейвінум» у Вагурі. Логотип клубу розробив фотограф Рогві Нолсе Йогансен у 2010 році, того ж року він виграв конкурс на створення логотипа для клубу. У 2024 році чоловіча команда клубу зайняла друге місце в першому дивізіоні Фарерських островів і вийшла в Прем'єр-лігу.

## Історія
У Прем'єр-лізі Фарерських островів 2007 року клуб «ВБ/Сумба» зайняв останнє місце і вилетів у перший дивізіон, який є другою лігою островів, але в 2009 році виграв його і повернувся до еліти як новий клуб під назвою «Сувурой». У 2010 році «Сувурой» зіграв свій перший сезон у Прем'єр-лізі. Перший матч у найвищому дивізіоні островів клуб зіграв 1 квітня 2010 року проти чинного чемпіона «ГБ Торсгавн», матч закінчився з рахунком 4-4. За підсумками сезону «Сувурой» зайняв 9-е місце і вибув до першого дивізіону. У 2011 році клуб виграв другу за рангом лігу, набравши 70 очок та вийшов до Прем'єр-ліги разом із клубом «Творойрі» з того ж острова Сувурой.
Після завершення сезону 2016 року 15 грудня 2016 року було прийнято рішення про те, що три клуби острова Судурой, а саме «Творойрі», «Сувурой» і «Ройн» об'єднаються в одну команду з сезону 2017 року. Новостворена команда отримала назву «ТБ/ФКС/Ройн». Жіночі й дитячі команди трьох клубів і далі діяли окремо. У 2017 та 2018 роках лише чоловічі команди грали в об'єднаній команді, яка фарерською мовою називалася «Suðuroyarliðið» або «Suðringar» (команда Сувуроя). Першим головним тренером об'єднаної команди був Глен Стол. Співпраця припинилася після сезону 2018. Клуб «Сувурой» грав після цього в другій лізі Фарерських островів, а в кінці 2020 року клуб здобув підвищення до першої ліги. У 2024 році клуб зайняв друге місце в першому дивізіоні і в сезоні 2025 знову виступає в Прем'єр-лізі.